# NeoOffice
NeoOffice es un paquete de oficina para el sistema operativo macOS desarrollado por Planamesa Inc. Se trata de una bifurcación del paquete libre y de código abierto LibreOffice, que incluye un procesador de texto, una hoja de cálculo, un programa de presentaciones y un editor de gráficos vectoriales, y agrega determinadas funcionalidades ausentes en las versiones para macOS de LibreOffice y Apache OpenOffice. Las versiones actuales se basan en LibreOffice 4.4, que se lanzó a mediados de 2014.
La última versión es la 2022.7, publicada el 2 de septiembre de 2023.
El proyecto NeoOffice cesó sus actividades en diciembre de 2023. El proyecto recomienda a sus usuarios utilizar LibreOffice, donde Patrick Luby de NeoOffice es contribuidor.

## Características
NeoOffice es uno de los tres paquetes de ofimática basados en Apache OpenOffice que funciona en macOS; los otros son Libreoffice y  "Apache OpenOffice para macOS (X11)".
En comparación con versiones de openoffice previas a la 2.x, NeoOffice se instala fácilmente, se integra mejor con la interfaz de OS X (en cuanto a menús, barras de desplazamiento, o atajos de teclado, por ejemplo), usa los tipos de letra de macOS y los servicios de impresión sin configuración adicional. Además, se integra bien con el portapapeles de macOS y permite arrastrar elementos con otras aplicaciones de Mac.
Sin embargo, requiere más memoria que la versión de openoffice 2.x para lograr un buen rendimiento. Algunas funciones son especialmente lentas y depende del desarrollo de OpenOffice.org puesto que está basado en él.
La versión 1.2.2 de NeoOffice está basada en la 1.1.5 de OpenOffice.org, y es capaz de importar ficheros de OpenOffice.org 2.0. Es más estable y rápida que las versiones anteriores. Sin embargo, no corre en ordenadores Mac con procesador Intel, debido a las limitaciones de Rosetta, el software de emulación que permite la compatibilidad de aplicaciones con ordenadores Apple con el microprocesador Power PC.
NeoOffice 2.0 está en versión Beta. Está basado en OpenOffice.org 2.0, y puede funcionar en ordenadores basados en Mac tanto Intel como PowerPC. Esta versión es la que mayor similitud ha logrado con las aplicaciones nativas de Mac. Una versión Alfa para PowerPC estuvo disponible para los miembros del "NeoOffice Early Access Program (EAP)" desde el 25 de abril de 2006, y fue entregado al público en el mes de mayo del mismo año. La versión alfa y beta para ordenadores Mac basados en Intel siguió el mismo esquema de entregas. La versión Beta 3 está disponible desde agosto de 2006. En febrero de 2007 se ha dejado una versión para EAP de la 2.1 y en marzo quedó disponible de manera gratuita para los usuarios que deseen descargarla.

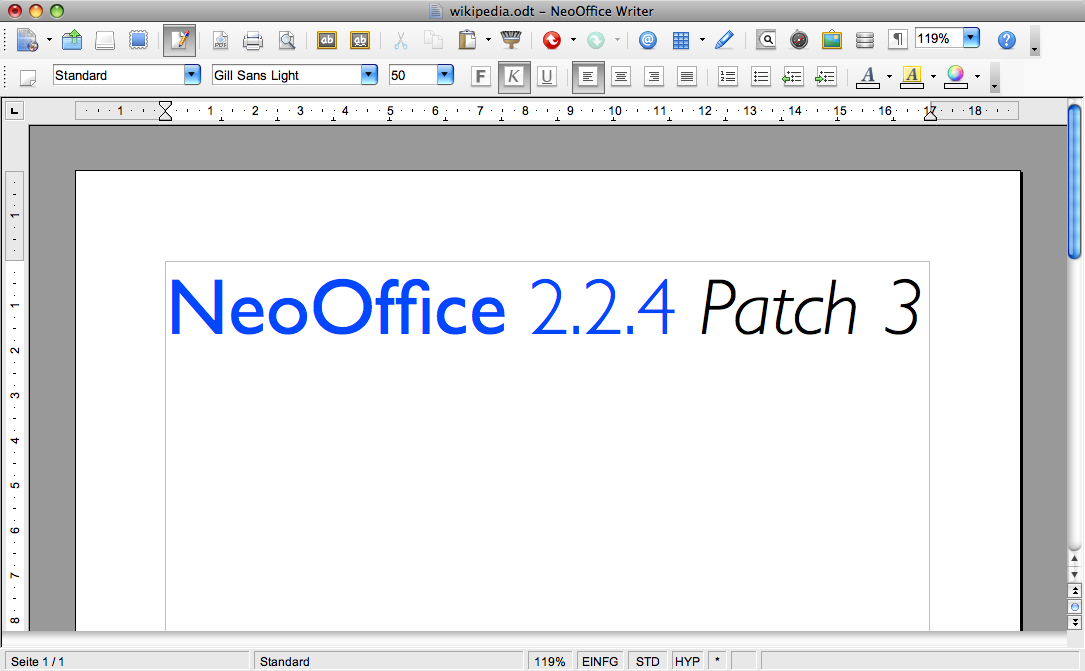
Captura de Pantalla de un documento abierto en Writer.

## Desarrollo
A diferencias de los paquetes de "OpenOffice.org", que se publicaban inicialmente bajo una licencia SISSL, lo que facilitaba la creación de versiones propietarias del software (véase, por ejemplo, StarOffice de Sun), NeoOffice está publicado bajo la licencia GPL, para asegurarse de que cualquier software basado en él, seguirá siendo libre. Las versiones de OpenOffice.org tras la 2.0 sólo tienen licencia LGPL, aunque los autores de NeoOffice afirman que seguirán usando la GPL. De esta manera se evita que las correcciones de errores y también los recursos desarrollados por el equipo de NeoOffice sea utilizado por versiones propietarias basadas en Open Office.

## Historia
NeoOffice comenzó como un proyecto de investigación para encontrar métodos de trasladar OpenOffice.org a macOS. Tal proyecto, llamado ahora NeoOffice, originalmente se llamaba "NeoOffice/J", indicando así el uso de una integración Java que permitía asimilarlo, al menos desde el punto de vista de la interfaz exterior, a las aplicaciones nativas de Mac. Un proyecto relacionado era NeoOffice/C, que usaba Cocoa APIs. Pero NeoOffice/C resultó ser una aplicación bastante inestable y NeoOffice/J pasó a ser simplemente NeoOffice desde la versión 1.2, pues la versión /C dejó de construirse y ya no resultaba necesario distinguirlas.

### Cronología de versiones
22 de junio de 2003: Incendiary Goblin construye NeoOffice/C 0.0.1 (basada en OpenOffice.org 1.1)
Septiembre de 2004: NeoOffice/J 1.1 Alpha 2 (basada en OO.o 1.1.2)
Diciembre de 2004: NeoOffice/J 1.1 Beta (basada en OO.o 1.1.3)
Marzo de 2005: NeoOffice/J 1.1 RC (basada en OO.o 1.1.4)
22 de junio de 2005: NeoOffice/J 1.1 (basada en OO.o 1.1.4)
Noviembre de 2005 NeoOffice 1.2 Alpha (basada en OO.o 1.1.5)
2 de enero de 2006: NeoOffice 1.2 Beta
1 de febrero de 2006: NeoOffice 1.2
30 de marzo de 2006: NeoOffice 1.2.2
25 de abril de 2006: NeoOffice 2.0 Alpha PowerPC (basada en OO.o 2.0.2)
9 de mayo de 2006: NeoOffice 2.0 Alpha 2 PowerPC
23 de mayo de 2006: NeoOffice 2.0 Alpha 3 PowerPC
5 de junio de 2006: NeoOffice 2.0 Alpha Intel
19 de junio de 2006: NeoOffice 2.0 Alpha 2 Intel

1 de julio de 2006: NeoOffice 2.0 Alpha 4
1 de agosto de 2006: NeoOffice 2.0 Aqua Beta (basada en OO.o 2.0.3)
15 de agosto de 2006: NeoOffice 2.0 Aqua Beta 2
29 de agosto de 2006: NeoOffice 2.0 Aqua Beta 3
27 de marzo de 2007: NeoOffice 2.1 Aqua (basada en OO.o 2.1)
27 de agosto de 2007: NeoOffice 2.2.1
10 de octubre de 2007: NeoOffice 2.2.2
17 de marzo de 2008: NeoOffice 2.2.3
16 de junio de 2008: NeoOffice 2.2.4
15 de septiembre de 2008: NeoOffice 2.2.5
27 de octubre de 2009: NeoOffice 2.2.6
30 de marzo de 2009: NeoOffice 3.0 Aqua (basada en OO.o 3.0.1)
27 de octubre de 2009: NeoOffice 3.0.1
2 de febrero de 2010: NeoOffice 3.0.2 Aqua
10 de mayo de 2010: NeoOffice 3.1.1
7 de septiembre de 2010: NeoOffice 3.1.2
19 de abril de 2011: NeoOffice 3.2
22 de agosto de 2012: NeoOffice 3.3
22 de octubre de 2013: NeoOffice 3.4
9 de agosto de 2013: NeoOffice 2013
12 de junio de 2014: NeoOffice 2014
9 de septiembre de 2015: NeoOffice 2015
17 de agosto de 2017: NeoOffice 2017 (basada en LibreOffice 4.4)
25 de junio de 2022: NeoOffice 2022.1